# قصر بوتين: قصة أكبر رشوة
قصر بوتين: قصة أكبر رشوة (الروسية: Дворец для Путина. История самой большой взятки، رومنة: Dvorets dlya Putina. Istoriya samoy bol'shoy vzyatki) Istoriya samoy bol'shoy vzyatki، أو قصر بوتين، هو فيلم وثائقي روسي لعام 2021 من إنتاج مؤسسة مكافحة الفساد الروسية غير الربحية (FBK) ويشرح بالتفصيل الفساد المزعوم لفلاديمير بوتين، الرئيس الحالي لروسيا، بشأن بناء مقر الإقامة في كيب إيدوكوباس. يقدر الفيلم أن المجمع، الواقع بالقرب من بلدة غيلينجيك في كراسنودار كراي، والذي يقول إنه بني لبوتين، تكلف أكثر من 100 مليار روبل روسي. (حوالي 1.35 مليار دولار أمريكي).

## الملخص
يبدأ الفيلم بدعوة الناس للخروج والمشاركة في الاحتجاجات الروسية لعام 2021 للمطالبة بالإفراج عن أليكسي نافالني، راوي الفيلم وكاتب السيناريو، الذي اعتقل بعد وصوله إلى روسيا بعد رحلة علاج إعادة التأهيل في ألمانيا في محاولة تسميمه في 2020. ثم يواصل أليكسي نافالني سرد قصة صناعة الفيلم، قائلاً إن الفيلم عبارة عن نظرة متعمقة على الصورة النفسية لفلاديمير بوتين.
ويركز الفيلم أساسا على بناء الإقامة في كيب إيدوكوباس، وداتشا وتقع بالقرب من بلدة غيلينجيك في كراسنودار كراي، والذي يدّعي نافالني أنه «أكبر منزل خاص في روسيا»، نقلا عن وثائق تتعلق بنائه. وفقًا لصحيفة ستريتس تايمز، تضمنت هذه الوثائق قوائم مفصلة بالأثاث المشتراة وعينات من أنماط أرضية المبنى، والتي سُلّمت إلى مؤسسة مكافحة الفساد من قبل مقاول مشارك في بنائه. يُزعم أن جميع المركبات التي تدخل المجمع تخضع لعمليات تفتيش عند عدة نقاط تفتيش، ويُمنع العمال تمامًا من حمل الهواتف المحمولة بكاميرا. إلى جانب المجمع نفسه، تضم المنطقة المحظورة أيضًا قصرًا جليديًا تحت الأرض ومهبطين للطائرات العمودية ومشتل ودفيئة بمساحة 2500 متر مربع وكنيسة ومدرج ومقهى شاي وجسر بطول 80 مترًا يؤدي إلى المجمع الذي يعبر واد. نظرًا لموقعه على ضفة شديدة الانحدار، جرى حفر نفق خاص لتوفير الوصول إلى الشاطئ القريب، ويحتوي على غرفة تذوق [الإنجليزية] تطل على البحر الأسود. تبلغ مساحة مجمع القصر 68 هكتارًا، مع تخصيص 7000 هكتار من الأراضي المحيطة بالقصر كمنطقة مغلقة تحت سلطة الأمن الفيدرالي. وبحسب الفيلم، فإن جميع أنشطة الصيد داخل دائرة نصف قطرها كيلومترين من المقر الرئيسي في كيب إيدوكوباس محظورة، كما أن المجال الجوي فوق مجمع القصر مغلق أمام جميع الطائرات. يمضي الفيلم في التركيز على الأعمال التجارية الموجودة داخل المجمع، ومصنع النبيذ الفاخر، ومزارع الكروم، ومزرعة المحار، ويظهر التناقضات بين قيمها المقدرة والإنتاج والإيرادات المبلغ عنها. ويحدد كيف تخفي الملكية (المتغيرة) شبكة مترابطة من المديرين وكذلك «المانحين» الذين يقدمون المال. تضم الشبكة شركاء سابقين (مثل فلاديمير كولبين، ابن صديق الطفولة لبوتين) أو أقارب بوتين (على سبيل المثال ميخائيل شيلوموف)، وأيضا شركات مملوكة للدولة مثل ترانسنفت من خلال خدمات «التأجير» المشبوهة. يجري توجيه مبالغ ضخمة إلى المجمع فيما يسميه نافالني «أكبر رشوة» و"الصندوق الأسود" لبوتين.

## الاستقبال
في أقل من يوم واحد، حصد الفيلم، الذي عُرضَ على قناة نافالني على يوتيوب، أكثر من 20 مليون مشاهدة. وفقًا لـ MBK Media، كان الفيلم هو الفيديو الأكثر مشاهدة على يوتيوب في ذلك اليوم. بحلول اليوم التالي، كان الفيلم ضمن أفضل 10 مقاطع فيديو رائجة على يوتيوب في 23 دولة، مع احتلاله المرتبة الأولى في روسيا وبيلاروسيا وقبرص وإستونيا وكازاخستان ولاتفيا وليتوانيا وأوكرانيا. في أقل من يومين، حصد الفيلم أكثر من 40 مليون مشاهدة. في ثلاثة أيام، حصد أكثر من 60 مليون مشاهدة. في اليوم الذي نُشر فيه الفيلم الوثائقي، قال المتحدث باسم الكرملين ديمتري بيسكوف إن بوتين ليس لديه أي قصور، وفي اليوم التالي، وصف الفيلم بأنه «تحقيق زائف» و«احتيال للصحفيين»، قائلاً إنه على المواطنين «التفكير قبل تحويل الأموال إلى هؤلاء المحتالين». صرح الرئيس بوتين في وقت لاحق، في مؤتمر عبر الفيديو مع الطلاب في يوم الطالب، أن القصر لا ينتمي إليه أو لأقاربه المقربين. كما زعم أن هذه الأعمال استخدمت في «غسيل دماغ» المواطنين.